# Bazilika Svaté Rodiny (Čenstochová)
Arcikatedrální bazilika Svaté rodiny je novogotická trojlodní římskokatolická bazilika nalézající se na Krakovské ulici v polském městě Čenstochová ve Slezském vojvodství. Bazilika je jedním z největších kostelů v Polsku a Evropě, je postavená na místě bývalého hřbitova z let 1825-1898 v letech 1901-1927 podle projektu Konstantyho Wojciechowského.
V roce 1925 se chrám stal katedrálou čenstochovské diecéze a od roku 1992 je arcikatedrálním a metropolitním kostelem Čenstochovské církevní provincie. Průčelí baziliky je obráceno k severu; před ní se nachází náměstí Jana Pavla II (dříve Katedrální náměstí). Pod kaplí Panny Marie Čenstochovské se nachází krypta čenstochovských biskupů.

## Historie

### Návrh

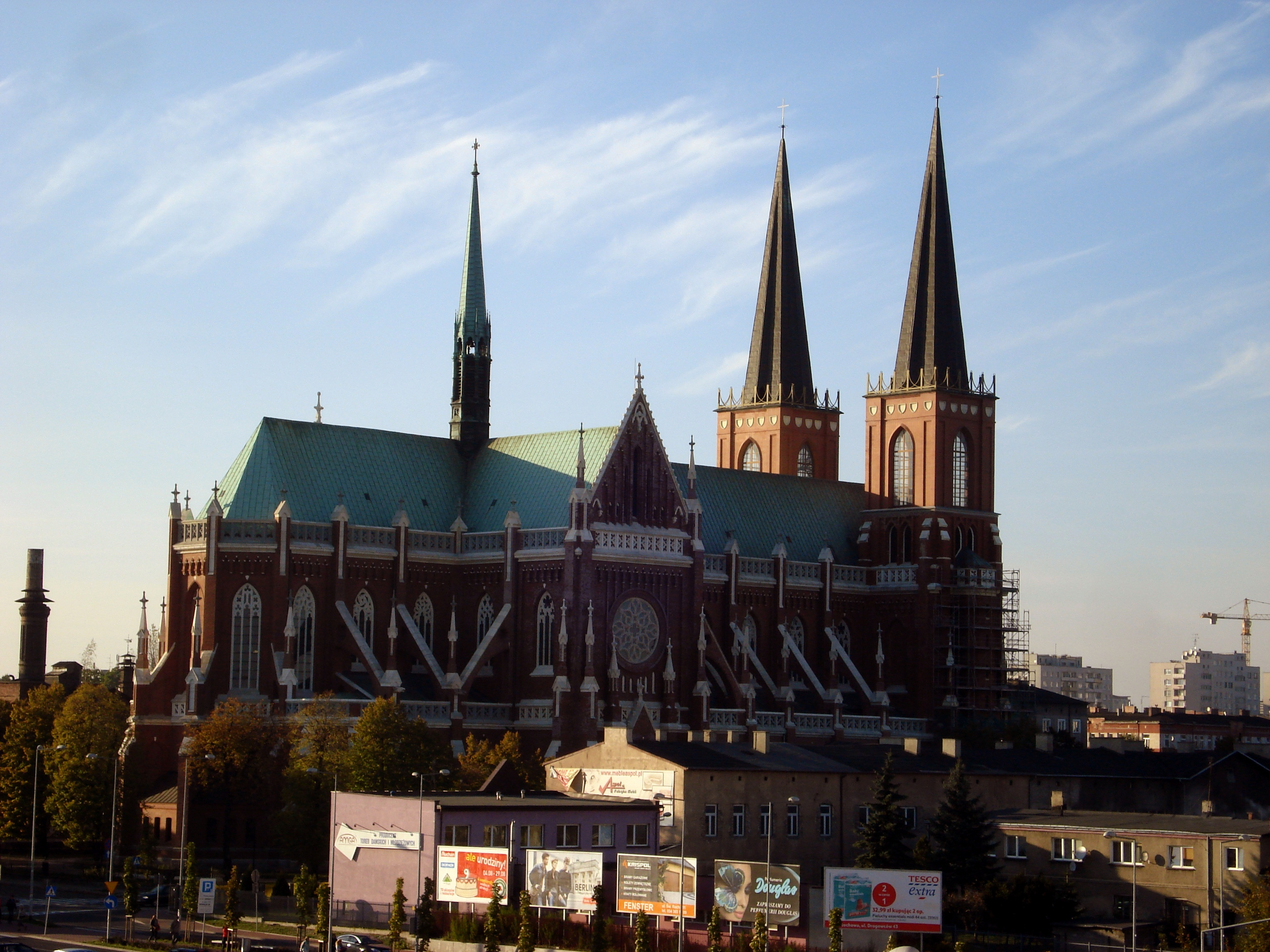
Katedrála z jihovýchodní strany

Projekt kostela vypracoval v roce 1900 architekt Konstanty Wojciechowski jako impozantní stavbu monumentálních rozměrů, jednu z největších v tehdejším Polsku. Katedrála je trojlodní, postavená z cihel, v architektonických detailech je použit kámen. Boční lodě jsou otevřeny arkádami se čtyřbokými pilíři a zaklenuté Křížovými žebrovými klenbami. Oblouková okna v kněžišti a transeptu jsou zasklená vitrážemi. Klenba transeptu, lodi a kněžiště je podepřená na opěrných obloucích, zdobenámi arkádovými vlysy a zakončenými balustrádami. Střechy kostela byly projektovány strmé, vpředu a nad transeptem rámované trojúhelníkovými štíty rozdělenými prolnutím. Délka kostela měla být 100 m, výška lodi 27 m, šířka transeptu 46 m, šířka lodni 32 m a výška obou věží asi 80 m každá.

### Zahájení stavby

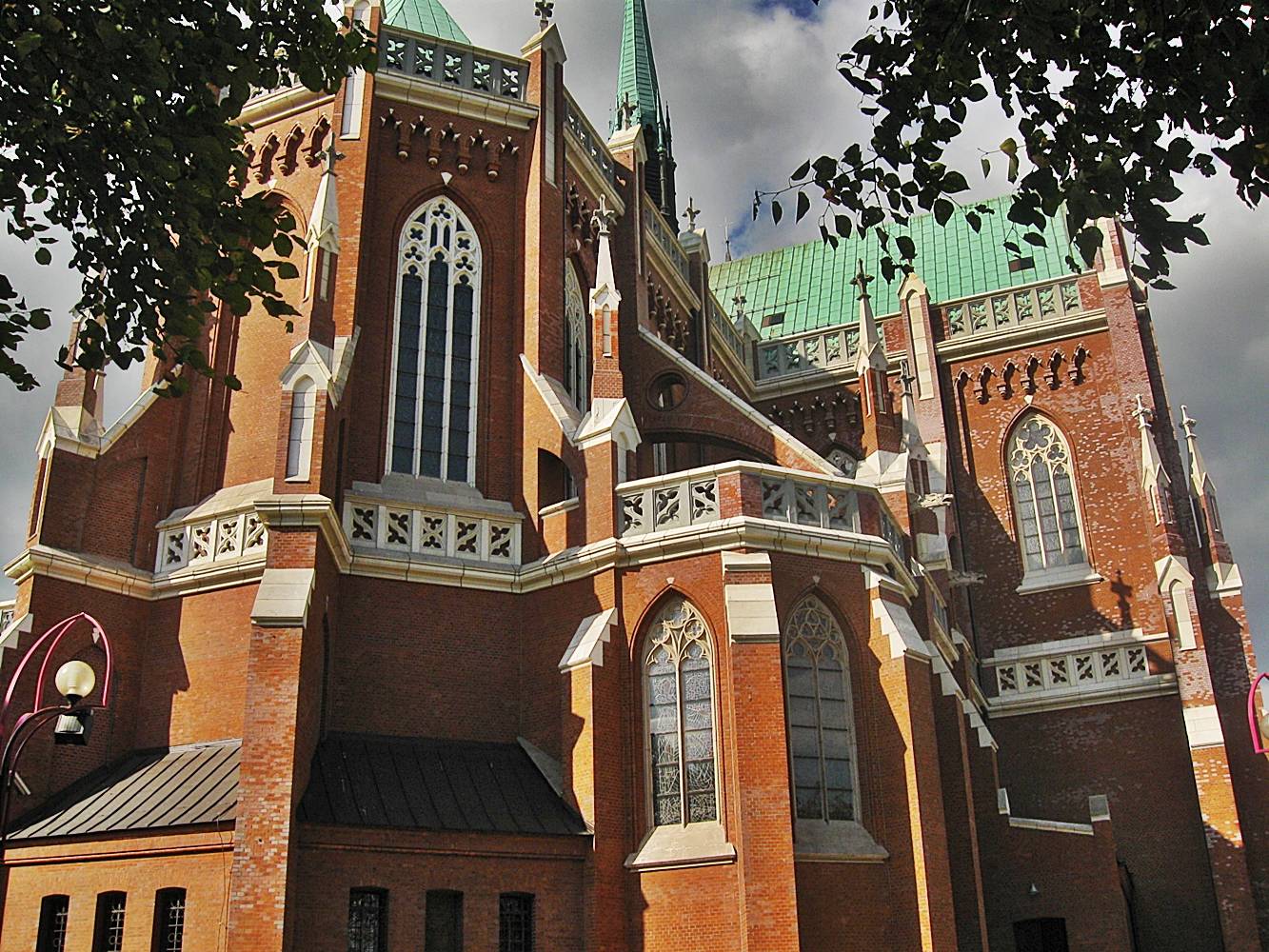
Pohled od presbytáře

Stavba se nacházela mezi ulicemi Ogrodowa, Katedralna, Krakowska a Mielczarskiego. Dne 26. října 1901 byl vysypán první trakař s kameny pro základy staveniště. V roce 1902 byly zdi postaveny do výšky soklu. Dne 7. září 1902 posvětil biskup Stanislaw Zdzitowiecki základní kámen kostela. V roce 1903 byl rozestavěný kostel pojmenován Svatá rodina. Zdi byly dostavěny do výšky bočních lodí.
V roce 1904 byly zdi dostavěny do výšky římsy lodi. V roce 1905 byly stěny lodi zakryty střechou. Kvůli dluhům ve výši 60 000 rublů byly další práce přerušeny. V roce 1907 byla stavba z iniciativy otce Mariana Fulmana obnovena. Vnitřek kostela byl provizorně vybaven a 7. prosince 1907 jej vysvětil generální představený paulánů otec Eusebius Rejman. V roce 1908 byly dokončeny štíty kaplí v transeptu, omítnut presbytář, položena podlaha, zasklena okna a provizorně vybaven presbytář. Dne 8. prosince 1908 byla sloužena první mše svatá. Dokončovací práce byly na několik let přerušeny.

### Farnost Svaté rodiny
Dne 29. října 1917 byla vytvořena samostatná farnost Svaté rodiny, oddělená od farnosti svatého Zikmunda, která zahrnovala jižní a západní část města. První farář nové farnosti, P. Bolesław Wróblewski, se ujal započatých prací na dokončení kostela. V letech 1917-1922 byl rozestavěný kostel elektrifikován a vybaven liturgickým zařízením. V roce 1922 byla dokončena fasáda kostela, podloubí, čelní štít a římsy. V letech 1923-1924 byly zastřešeny nedokončené věže. V roce 1925 byla fasáda kostela obložena barevnými cihlami a definitivně odstraněno lešení.

### Katedrála Svaté rodiny

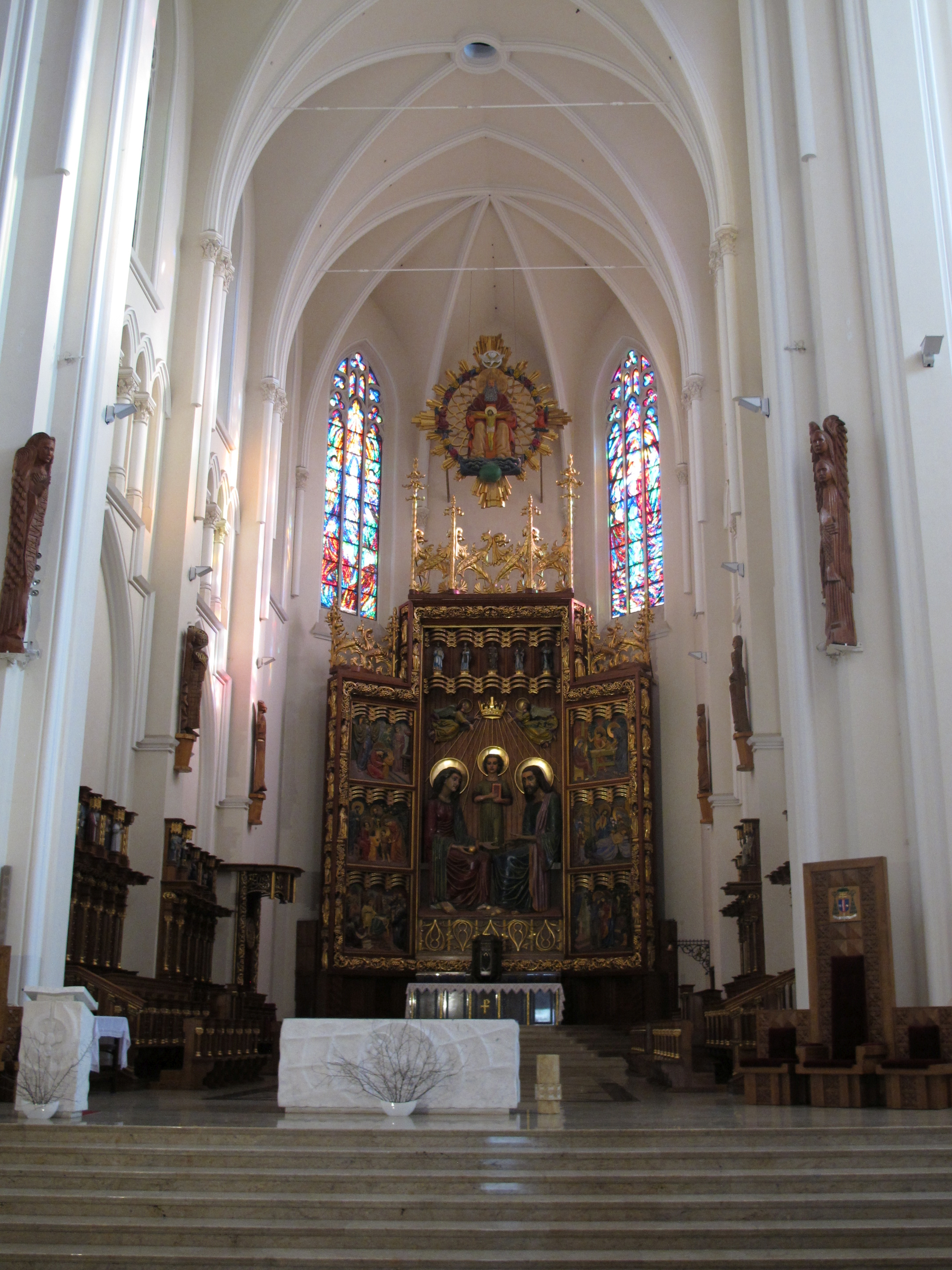
Presbytář

Dne 28. října 1925 byla na základě buly papeže Pia XI. Vixdum Poloniae Unitas vytvořena diecéze Čenstochová. Kostel Svaté rodiny se stal katedrálním kostelem. V roce 1926 byly zakryty boční lodě, zasklena všechna okna a postaven hudební kůr. O rok později bylo dokončeno schodiště před katedrálou a 6. prosince byla katedrála slavnostně otevřena. V roce 1934 byly v kněžišti instalovány vitráže navržené Winiarzem a Rosenem. V roce 1935 byl zřízen zvon ke cti Panny Marie Královny Polska. V meziválečných letech byla katedrále darována kopie Rubensova obrazu Nanebevzetí Panny Marie z počátku 19. století.
Po vypuknutí druhé světové války bylo 3. září na katedrálním náměstí zastřeleno několik set lidí. Katedrála přišla o dva zvony, které Němci roztavili na děla (nové zvony byly pořízeny do Čenstochové v roce 1952 - vážily 1850 a 1320 kg).
Vybavování kostela pokračovalo i po skončení války. V roce 1948 byla v chrámu položena dlažba z norimberského pískovce. V letech 1946-1949 byly postaveny varhany firmou Biernacki (Varšava - Krakov) pro kůr se 101 rejstříky. Jedná se o největší celopneumatické varhany v Polsku.

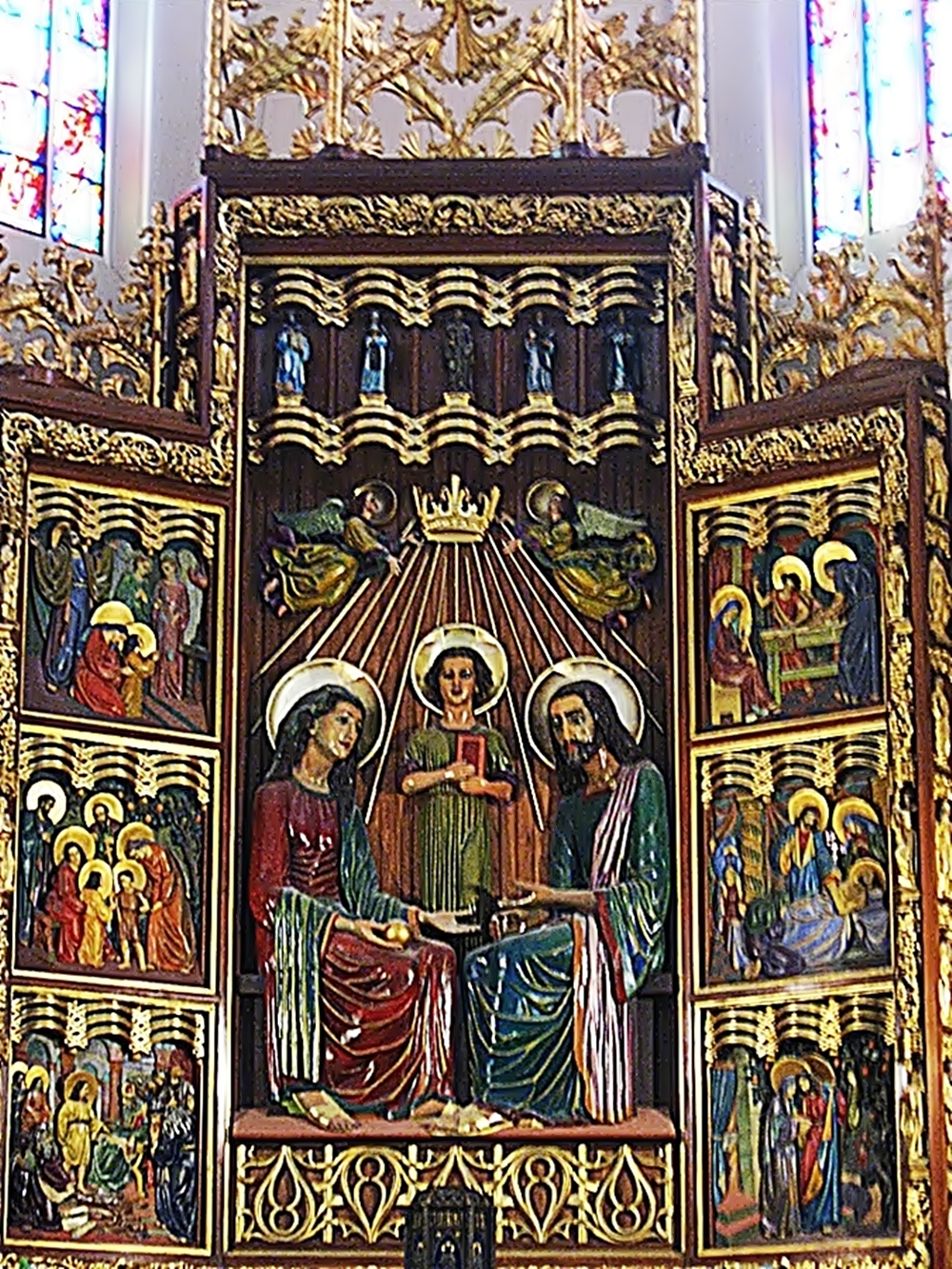
hlavní oltář

Dne 29. října 1950 byla katedrála slavnostně vysvěcena biskupem Teodorem Kubinou. V padesátých letech 20. století byl vytvořen monumentální hlavní oltář s triptychem Svaté rodiny z lipového dřeva podle návrhu Zygmunta Gawlika. V presbytáři bylo umístěno biskupské řečniště, kanovnické lavice a kazatelna. Transept byl vybaven oltáři Nejsvětější svátosti se stříbrným oltářem (nyní Kristus Král) a Panny Marie Čenstochovské. Byla postavena balustráda z ušlechtilého švédského mramoru a v rozetě nad varhanami byly instalovány vitráže, jejichž autorem byl Adam Bunsch.

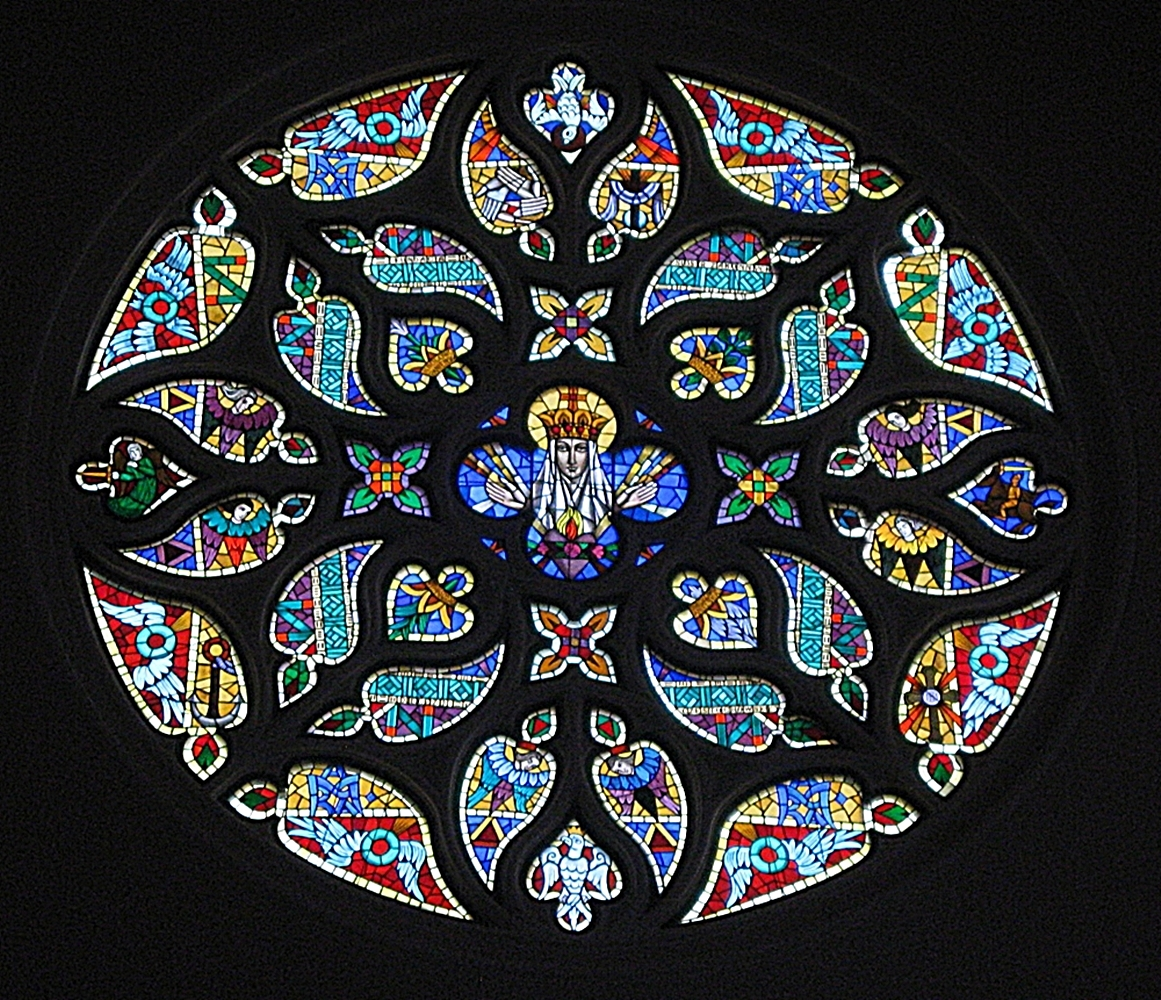
Vitráže v transeptu

Od roku 1958 vznikaly v bočních lodích malé vitráže, které navrhl Tadeusz Wojciechowski podle vzoru středověkých vitráží. Jejich tématem jsou svaté svátosti. Současně byla vybavena kaple Křtu Páně (nyní Božího milosrdenství).
Na hlavním oltáři byl umístěn bronzový svatostánek s obrazem Krista ve Velebnosti v duchu románského slohu. Stoupa podle návrhu Stanisława Pospieszalského byla zhotovena ze žuly ze soklu cara Alexandra II, který byl v roce 1917 zbořen. Balustrády pro přijímání byly zhotoveny v druhé polovině 50. let 20. století z červené finské žuly a pískovce. Jejich interiér vyplňuje zdivo s podobiznami andělů, výjevem Zvěstování a Ukřižování. Žulová a mramorová kazatelna, navržená Pospieszalským (se symbolickými obrazy čtyř evangelistů), byla vysvěcena v roce 1958. Bohatě zdobené jsou také kropenky na kruchtě.
V roce 1960 byla zřízena podzemní krypta s katakombami (nekropole čenstochovských biskupů). Za hrubým kamenným oltářem se nachází mozaika s obrazem Panny Marie, kterou navrhla Sophie Baudouin de Courtenay a která byla zhotovena ve Vatikánu. Vitráž v podzemní kapli zobrazuje zoufalou Marii, která jde do hrobu.
V červnu 1962 udělil papež Jan XXIII. na žádost tehdejšího čenstochovského ordináře, biskupa Zdzisława Golińského, čenstochovské katedrále titul bazilika minor.

### Bazilika minor
Dne 22. června 1962 obdržela katedrála titul bazilika minor. Za pontifikátu biskupa Stefana Barely (1964-1984) byla střecha katedrály pokryta měděným plechem. V roce 1982 byla z bronzu vytvořena socha Jana Pavla II. vysoké umělecké hodnoty od Jerzyho Kędziory na památku papežovy návštěvy Čenstochové v roce 1979.
V roce 1975 byl dokončen měděný oltářní obraz Panny Marie Královny Polska. Po roce 1984 byla vybavena kaple Nejsvětější svátosti a namalována křížová cesta. Byly instalovány dubové sochy od Józefa Pyrze.

### Arcikatedrála

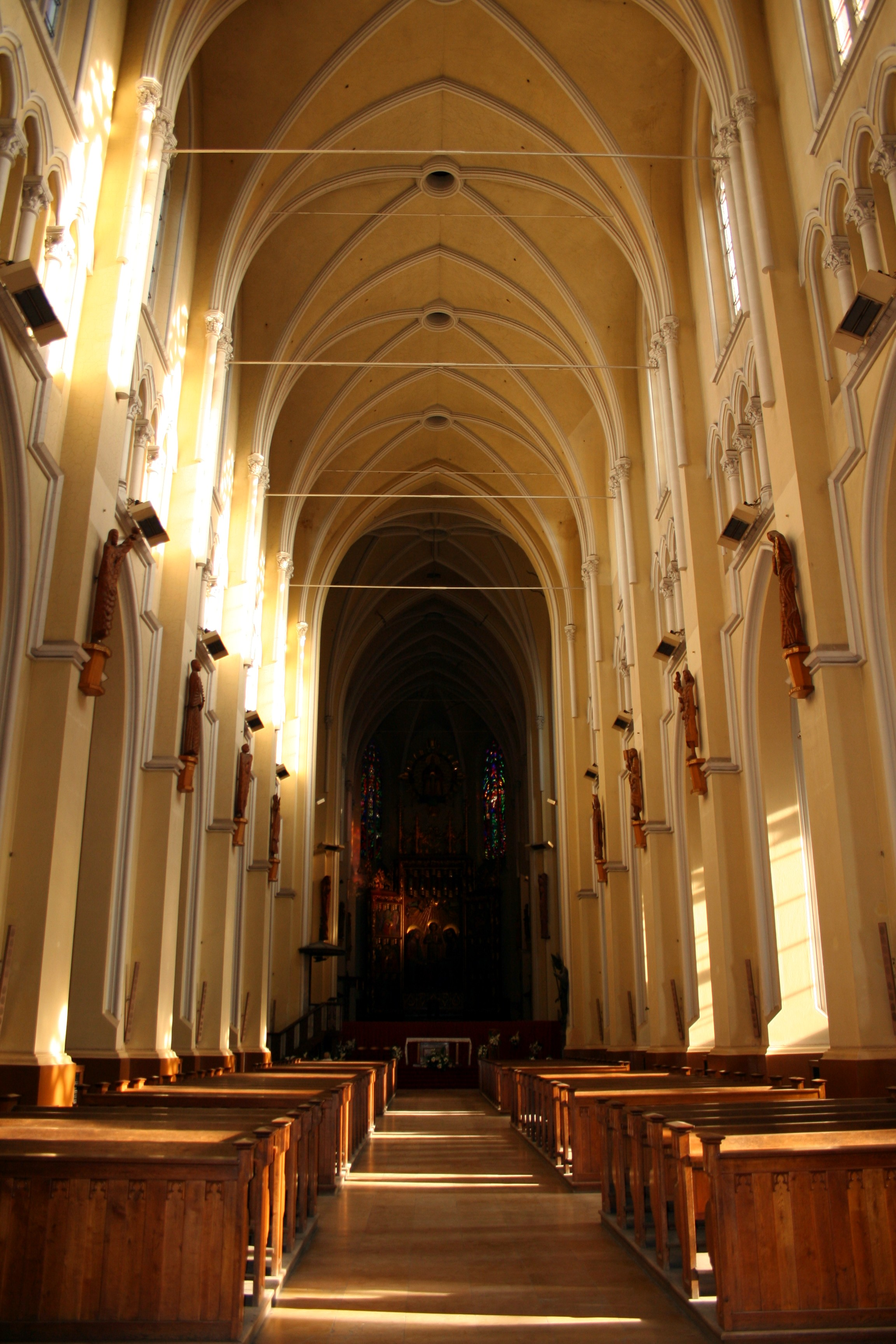
Interiér katedrály - nahoře jsou vidět ocelové vazníky instalované před stavbou věží v roce 1997.

Dne 25. března 1992 byla katedrála se vznikem Čenstochovské arcidiecéze povýšena na arcikatedrálu.
V roce 1997 byla podle návrhu Edmunda Malachowicze stavba arcikatedrály završena dvěma věžemi. Stěny byly zvýšeny o 38 m a každá z věží byla zakončena 30 m vysokou ocelovou helmicí. Za tímto účelem byly stěny kostela zajištěny instalací příčných ocelových vazníků mezi pilíři v lodi a bočních lodích. Na konci 20. století byla rozšířena plošina kněžiště a oltář byl přiblížen k transeptu, čímž byly zakryty balustrády. Vznikly boční kaple ke cti svatých čenstochovských mučedníků, Krista Utrpení s dřevěnou sochou Krista nesoucího kříž z 18. století a Panny Marie Andělské, Panny Marie katedrální, s milostným obrazem z 19. století.
V roce 2010 vznikl podle návrhu a z dílny Janusze Sobczyka oltář s basreliéfem velikonočního beránka, kazatelna, nové lavice, biskupské sedadlo, metropolitní kříž a podlahová krytina. Byla financována mozaika kolem katedrálního kříže a před kaplí Nejsvětější svátosti (Krista Zmrtvýchvstalého) a byla přestavěna a mozaikou vyzdobena krypta čenstochovských biskupů.

## Interiér katedrály

### Varhany

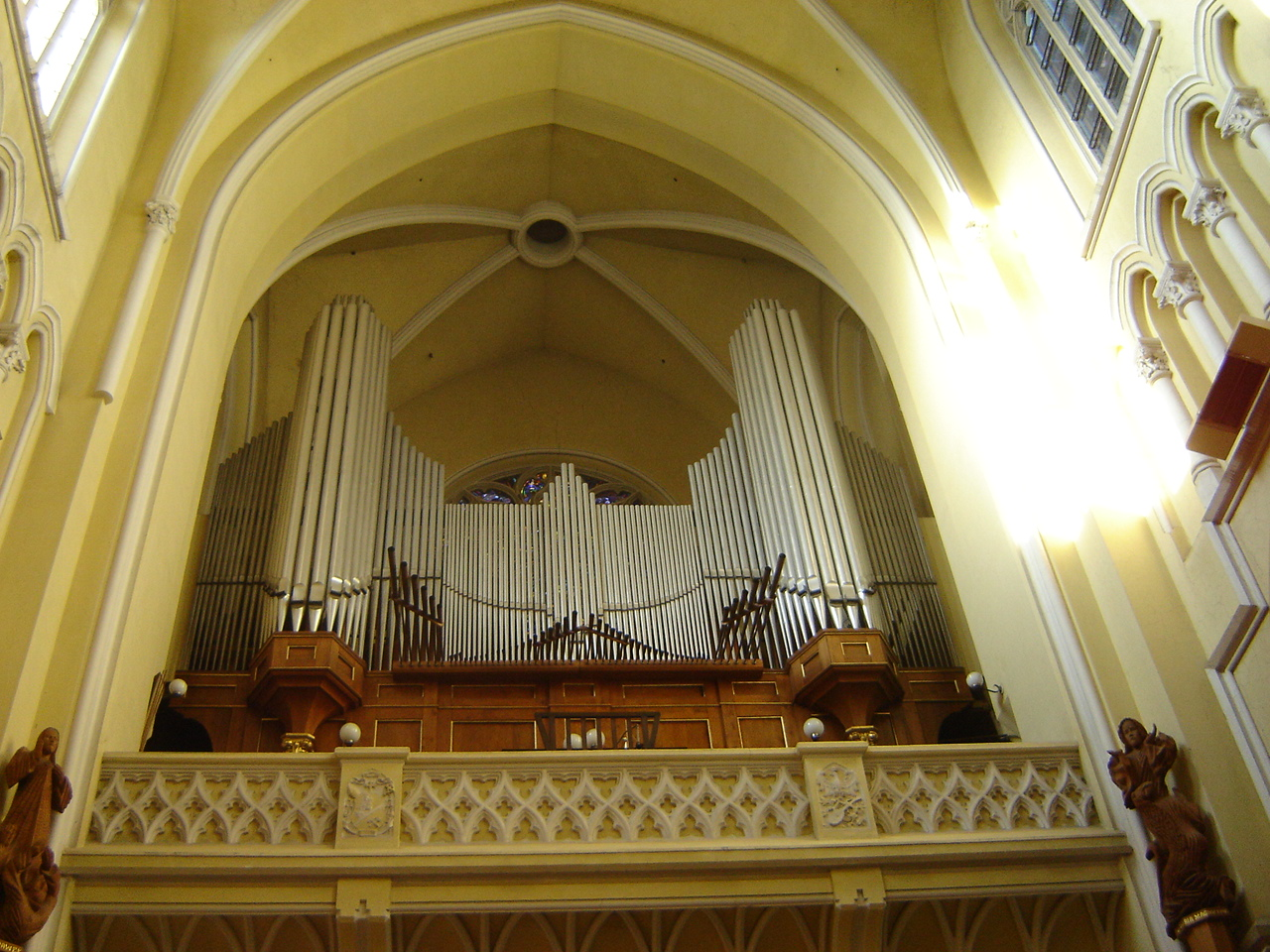
Hudební kůr a Biernackého varhany z roku 1949.

Velké varhany na hudebním kůru byly postaveny v letech 1946-1949, v pozdějších letech byly instalovány měděné píšťaly. Nástroj má 101 rejstříků rozdělených na 4 manuálové klaviatury (stupnice C-a3) a nožní klaviaturu (pedál stupnice C-f1). Jedná se o největší varhany v Polsku fungující s pneumatickým hracím a rejstříkovým traktem. Měchy jsou poháněny 2 elektrickými dmychadly. Varhany mají starožitný kalamářový mechanismus. Největší píšťaly velkých varhan jsou dlouhé asi 8 metrů. V roce 1956 byly v kněžišti postaveny boční varhany s 16 rejstříky, které jsou rozděleny na 2 manuálové klaviatury a pedál. Nástroj byl elektricky propojen s hracím stolem velkých varhan. Na velké varhany je možné hrát pomocí hracího stolu bočních varhan a naopak, a to na oba nástroje současně, stejně jako na jeden z nástrojů mohou hrát 2 osoby současně. Varhanní soubor velkých varhan a varhan v kněžišti tvoří nástroj se 117 rejstříky.